# Forår (Manet)
 For alternative betydninger, se Forår (flertydig). (Se også artikler, som begynder med Forår)
Forår eller Jeanne (fransk: Le Printemps eller Jeanne) er et maleri af den franske maler Édouard Manet.
Det er fra 1881, olie på lærred med en højde på 74 cm og en bredde på 51,5 cm.
Det viser den senere skuespiller Jeanne Demarsy i en elegant hvid kjole med blomsterdekoration på en baggrund af planter.
Billedet indgik i en planlagt serie, hvor de fire årstider skulle portrætteres med kvinder som motiv.
Men kun forår og efterår blev realiseret, idet Manet døde allerede i 1883.
Han viste 1882 Forår i Salon de Paris, hvor det blev godt modtaget af kritikerne.
Billedet var udgangspunkt for forskellige raderinger og gengivet i farve i 1882.
Maleriet Forår tilhører J. Paul Getty Museum i Getty Center, Los Angeles.

## Billedbeskrivelse
Maleriet viser en ung kvinde i halvfigur profil på en baggrund af planter.
Afbildet er den sekstenårige Jeanne Demarsy, som Manet i dette billede portrætterede som Forår ('Le Printemps') i den påtænkte serie.
Ansigtet vender mod venstre kant af billedet; det har lys teint, en anelse lyserød i nogle områder.
Konturen fra panden over opstoppernæsen og de fyldige røde læber til hagen er tegnet med en fin linje.
Hendes brune øjne ser ligeud til kanten af billedet eller, som kunsthistorikeren Gotthard Jedlicka skriver, "med ungdommelig, næsten barnlig eftertænksomhed frem for sig."
Tydeligt synlige er de lange øjenvipper og tætte mørke øjenbryn.
Hendes ligeledes let krøllede mørke hår ses under en kapothat, en kyselignende damehat med hagebånd.
Kapothatten har en righoldig hvid flæsedekoration på forsiden.
På den brunlige hat er forskellige rødviolette og gulhvide blomster knyttet som et ornament.
Store mørke bånd strækker sig fremad fra bagsiden af kapothatten langs halsen og er bundet i en løkke under hagen.
Foruden hatten er også den stramme hvide kjole med blomsterdekoration en del af Jeanne Demarsys fashionable udseende.
Den er lukket ved halsen og har hvepsetalje, som var typisk for damemoden i Paris omkring 1880.
Det synlige halvlange ærme strækker sig ud over albuen.
Mens stoffet på overarmen også er tætsiddende, falder det i folder nedad på den brede del af ærmet.
Den hvide kjole er forsynet med et blomstermønster, i det øvre område er der detaljerede blå og gule blomster, og grønne blade kan ses.
Ved den nederste billedkant har Manet erstattet den fine penselføring med en impressionistisk (de: durch einen impressionistischen Pinseldukuts).
Her er detaljerne i stoffets mønster slørede og erstattet med korte lodrette penselstrøg.
Venstre underarm vender mod beskueren og har en beige handske lang nok til at intet af huden ses.
Ved håndleddet bærer mademoiselle Demarsy en smal guldring med en lille perle eller en ædelsten.
Venstre hånd holder om skaftet på en parasol, som hun har lagt over skulderen som en soldat sit gevær.
Den åbne parasol udfylder øverste højre hjørne og afskæres af billedets højre sidekant.
Den er – ligesom handskerne – dækket af et beigefarvet stof og på kanten forsynet med en bordure, en udsmykket bort eller kantning.
Bag Jeanne Demarsy står en frodig busk med mange grønne blade.
Det kan være rhododendron, der har blomster om foråret.
En sådan blomst kan også ses i øverste venstre hjørne, hvor den blå himmel skinner igennem bag busken.
I grenene i nederste højre hjørne af billedet ses en eng bag busken.
Måske anes der her en havebænk.
To røde prikker placeret over skulderen til højre kunne være yderligere blomster, men også taget på et hus.
Billedet er signeret i sort med "Manet 1881" ved siden af kjolen nederst til venstre i de mørkegrønne planter.
For Gotthard Jedlicka udtrykker det i baggrunden synlige 'havevildnis' en kontrast til den portrætteredes 'urbane ynde' (de: "städtischen Anmut")
Han ser i den unge kvindes ansigt 'en frugt', der som 'foråret selv synes at vente på at folde sig ud'. (de: die wie 'der Frühling selber auf seine Entfaltung zu warten scheint')
Kunsthistorikeren Juliet Wilson-Bareau understreger at i samspillet mellem den blomstrede kjole, parasollen, blomsterne på hætten, den blå himmel og løvet 'fremkalder billedet af Jeanne umiddelbart forestillingen om forår'.

## Foråret som del af en årstidscyklus
Maleriet Forår indgår i en planlagt cyklus, hvor Manet ville lade portrætter af smukke kvinder repræsentere de fire årstider.
Idéen kom fra Manets ven fra skoletiden, den franske politiker og journalist Antonin Proust (1832-1905), som senere købte Forår.
Personliggørelse af årstiderne med kvindelige figurer har en lang tradition og kan allerede findes i hellenistisk og romersk kunst. Siden renæssancen brugte malere dette emne igen og igen og valgte foruden kvindeportrætter også landskaber til at repræsentere de fire årstider.
Således malede Manets samtidige Camille Pissarro 1872 de fire årstider som impressionistiske landskaber.
Men Manet havde imidlertid ikke til hensigt at male landskaber, heller ikke i snævrere forstand at fremstille kvindeportrætterne som allegorier.
For ham var fokus fremstillingen af 'typiske pariserinder' – attraktive unge kvinder i moderigtigt tøj, som flanøren kunne se på sine ture i Paris' gader eller i Jardin des Tuileries.
Det første billede i Manets planlagte serie var maleriet Forår.
Inspirationen til en billedkomposition med en kvindelig figur i halvprofil på baggrund af haveplanter kunne komme fra Portræt af en prinsesse af huset af Este af Pisanello (1395-1455), et portræt som Manet har kendt fra sine mange besøg på Louvre.
Inspirationen til at bruge en hvid kjole med blomsterdekoration kunne komme fra figuren Flora i Sandro Botticellis maleri Primavera.
Manet havde set billedet i Uffizi i Firenze under en tur til Italien i 1853.
Yderligere inspiration kunne komme fra de japanske farvetræsnit som for eksempel Ukiyo-e bloktryk, som han kendte i hvert fald siden verdensudstillingen i Paris 1867.
I den af Kitagawa Utamaro skabte serie af kurtisaneportrætter som for eksempel fremstillingen af kurtisanen Hanaogi fra 'Ogiya-huset', der som Manets Jeanne Demarsy i Forår ses i blomstret kjole som halvfigur.
| - Mulige inspirationer - Pisanello: Portræt af prinsesse fra huset Este o. 1436-38 Louvre, Paris - Sandro Botticelli: Primavera (udsnit: t.v. Flora , midtfor Chloris, t.h. Zefyr) o. 1482-87 Uffizi, Firenze - Utamaro: Kurtisane Hanaôgi fra Ogiya-huset o. 1806-07. Mia, Minneapolis Institute of Arts |

Manet malede ikke Forår i det fri, som den blomstrende busk i baggrunden kunne antyde.
Jacques-Émile Blanche rapporterer, at det blev til i hans atelier i Rue d'Amsterdam i Paris.
Som model valgte han den unge, sekstenårige Jeanne Demarsy der senere optrådte som skuespiller på parisiske teatre.
Manets biograf Adolphe Tabarant beskrev hende som bien jolie, mignonne, pimpante, effrontée, un papillon de boulevard ('meget smuk, dejlig, pæn, fræk, en boulevardernes sommerfugl').
Andre forfattere udtrykker Jeanne Demarsys rolle i det parisiske samfund tydeligere og karakteriserer hende som 'demimonde' eller som tilhørende "cremen af Paris' kurtisanescene".
Manet har portrætteret hende flere gange, for eksempel som et brystportræt af en ung kvinde iført en pelerine, et kort skulderslag, Jeune femme à la pèlerine.
På billedet i pastel Sur le Banc fra 1879 ('På bænken' / 'Kvinde på bænk', hos Pola, kunstmuseum i Hakone, Japan) vises hendes hoved som i Forår i profil mod en baggrund af planter.
Mindst lige så vigtigt for Manet som at vælge modellen var at vælge den rigtige påklædning.
Han fulgte her forfatteren Charles Baudelaires opfattelse at den moderne malers opgave var 'at fange poesien i samtidens tøj'.
Manet var fascineret af samtidens kvindetøj og ledsagede ofte sine kvindelige bekendte på besøg i Paris' modehuse.
Til maleriet Forår købte han en blomstret hat hos modisten Madame Virot, og hos Madame Derot udvalgte han materialet til kjolen.
Efter at Jeanne Demarsy havde siddet model i atelieret, spurgte han hende om han kunne låne kjolen, så han i hendes fravær kunne arbejde videre med klædedragten på maleriet.
Jacques-Émile Blanche beretter, hvor meget Manet i billedet bestræbte sig på at fange den silkeblanke glans af materialet.
Selv den blå himmel i baggrunden havde Manet vanskeligheder med, da han var bekymret for at farven ville dominere for meget.
Efter færdiggørelsen af maleriet Forår vendte Manet sig til Efterår i serien om årstiderne.
Han bad i 1881 sin 32-årige veninde Méry Laurent om at stå model.
Hun er i dag mindre kendt for sin scenekarriere som skuespillerinde, men mere som kurtisane der levede af bidrag fra velhavende mænd.
Også af hende havde Manet tidligere malet en række andre portrætter.
Til portrættet med titlen Efterår (Musée des Beaux-Arts de Nancy) havde Méry Laurent specielt købt en pelsbesat jakke i modehuset Charles Frederick Worth.
Som før i maleriet Forår er også baggrunden for Méry Laurent i Efterår dekoreret med blomster.
I stedet for en havescene står hun imidlertid foran et stykke japansk klæde, der bruges som vægtæppe.
Kunsthistorikeren Manuela B. Mena Marqués har påpeget den tætte forbindelse mellem kvinder og blomster i Manets arbejde.
Allerede i hans malerier fra 1860'erne er der fremstillinger af kvinder, der har blomster som dekoration.
For eksempel er kvinden på nøgenstudiet på billedet Olympia fra 1863 dekoreret med en blomst i håret, og på billedet Le Balcon ('Balkonen' fra 1868) er der en stående kvinde med blomsterdekoreret hat, og ved siden af den siddende kvindelige hovedperson en blomstrende potteplante.
For Manet – således ifølge Mena Marqués – er blomster det naturlige supplement til kvinder;
begge kendetegnet ved deres flygtige, sarte og sensuelle skønhed, og i en epoke med tunge parfumer var deres duft endda ens (de: '... und selbst ihr Duft sei in einer Epoche der schweren Parfums ähnlich').
Kunsthistorikeren Maryanne Stevens ser også et klart forhold mellem kvinder og blomster i Manets værker.
I Forår virker Jeanne Demarsy, ifølge Stevens, som en blomst, der ser ud til at komme ud fra baggrundens grønne løv.
Allerede ved præsentationen af maleriet i Salon de Paris var journalisten Maurice de Seigneur på samme måde entusiastisk.
Han sammenlignede Jeanne Demarsy med en levende blomst.
Hun var ikke en kvinde, men en blomsterbuket.
På 'Salon de Paris' i 1882 udstillede Manet ud over Forår også et andet billede Un bar aux Folies Bergère ('En bar i Folies-Bergère', 96×130 cm, Courtauld Institute of Art, London).
Begge værker blev godt modtaget af kritikerne.
For Manet var det ikke en selvfølge, da hans billeder ofte var blevet afvist i årene før.
Billedet Efterår blev ikke udstillet i Manets levetid, men den portrætterede Méry Laurent kunne alligevel ses på salonen i 1882.
Hun ses – som også Jeanne Demarsy – blandt tilskuerne i baggrunden af billedet En bar i Folies-Bergère.
Efter billederne Forår og Efterår fulgte Manet ikke op på billedserien om årstiderne.
De sidste måneder før han døde i 1883 var han for syg til at færdiggøre serien.
Kunsthistorikeren Anne Coffin Hanson har antydet, at Manet havde tænkt på maleriet L'Amazone ('Amazone på blå grund') (Museo Thyssen Bornemisza, Madrid) som motiv til et maleri Sommer.
Billedet, som Henriette Chabot stod model for, kunne Manet ikke færdiggøre.
En erklæring fra Manets gudbarn Léon Leenhoff taler imidlertid imod denne tese.
Ifølge ham havde Manet tænkt sig Méry Laurent som model både til billederne Sommer og Vinter.
| - Forskellige relaterede arbejder - Femme sur un banc 'Kvinde på bænk', 1881 - Automne, 'Efterår', 1882 - Un Bar aux Folies-Bergère, (detalje), 1881 'Bar i Folies-Bergère' - Amazone, 1882. (Kandidat til Sommer) |

## Manets reproduktioner afForår
Manets malerier En bar i Folies-Bergère og Forår til udstillingen 1882 på Salon de Paris faldt umiddelbart i publikums smag.
Kritikeren Gustave Goetschy bad 29. april 1882 Manet om en reproduktion, der skulle illustrere en artikel om udstillingen næste dag i avisen Le Soir.
Manet svarede Goetschy, at han ikke kunne lave en tegning fra baren, som udelukker halvtonerne.
Men han vil lave billedet Jeanne,
som imidlertid først blev publiceret 1. juni 1882 i Gazette des Beaux-Arts.
Manet havde ladet fremstille et spejlvendt sort-hvid-fotografi af maleriet.
Han har derefter optegnet de gennemskinnelige konturer i blyant på bagsiden af billedet taget på albuminpapir – fotografisk papir med en lysfølsom albuminemulsion.
Den videre udførelse af tegningen blev udført med blæk.
Det originale fotografi med tegningen på bagsiden er nu i samlingen hos Fogg Art Museum i Cambridge, Massachusetts.
Raderingen uden halvtoner efter denne tegning er kun kendt som en gengivelse i Gazette des Beaux-Arts, et fransk kunsttidsskrift 1859-2012.
Manet synes at have været utilfreds med resultatet og lod Henri Guérard stikke en anden radering, som dog heller ikke tilfredsstillede ham.
Den blev først reproduceret efter Manets død, i 1890, 1894, 1902 og 1905.
Der er talrige tryk af denne radering i offentlige og private samlinger.
Den oprindelige kobberplade er placeret i Bibliothèque nationale de France, Paris.
Derudover havde Manet ladet Charles Cros lave et farvelitografi.
En farvereproduktion af trefarvefotografiet blev bragt i en brochure af Ernest Hoschedé – en fransk stofkøbmand, kunstsamler og ven af Claude Monet – med titlen Impressions de mon voyage au Salon de 1882, 'Indtryk af mit besøg på Parisersalonen 1882'.
Det fotografiske farvetryk taget af oliemaleriet er gengivet spejlvendt.
Det var det første fotogravure i farver, som blev fremstillet efter en metode udviklet af Charles Cros (1842-88)..
Den reproduktion, der blev foretaget af trykkeren Tolmer, synes i det mindste at have tilfredsstillet Charles Cros, hvilket han meddelte Manet i et brev.
| - Manets reproduktioner af Forår - Forår, fotografi fra 1882, spejlvendt - Forår, tegning på bagsiden af fotografi, blyant og blæk, 1882 - Forår, radering uden halvtoner, 1882 - Forår, 2. radering, 1882 - Forår, spejlvendt farvelitografi, 1882 |

## Proveniens
Manet solgte 2. januar 1883 billedet for 3000 franc til sin ven Antonin Proust (1832-1905), fransk journalist og politiker.
Fra ham erhvervede operasanger Jean-Baptiste Faure (1830-1914) det i 1902. Han ejede en af de største Manetsamlinger – herunder mange af hans store værker.
Faure solgte 13. marts 1907 maleriet til den parisiske kunsthandler Durand-Ruel (1831-1922),
som havde maleriet i to år, før det 24. november 1909 blev solgt videre til samleren Hazard Payne (1839-1917) til hans New York-afdeling.
Billedet forblev i Payne-familien i mere end 100 år.
Efter den barnløse Oliver Hazard Paynes død arvede hans nevø Harry Payne Bingham (1887-1955) billedet.
Hans efterkommere lod fra 1993 til 2014 maleriet udstille som langtidslån på National Gallery of Art i Washington, D.C.
5. november 2014 blev billedet sat til auktion i New York hos Christie's.
Det blev købt af J. Paul Getty Museum (del af Getty Center) i Los Angeles for $65.125.000. – den da højeste pris betalt for et værk af Manet på auktion.